# Agrafe de la liste d'honneur
L'agrafe de la liste d'honneur (en allemand : Ehrenblattspange) est une distinction militaire allemande du Troisième Reich, et attribuée à tous les soldats des troupes de la Wehrmacht (Heer y compris la Waffen-SS, Luftwaffe et Kriegsmarine) durant la Seconde Guerre mondiale.

## Critères d'attribution
Il y a un certain nombre de qualifications possibles pour l'agrafe de la liste d'honneur de l'Armée :
- La récompense ne pouvait être accordé qu'après qu'un bénéficiaire ait reçu la croix de fer dans les première et deuxième classe[1].
- Un acte de bravoure au-dessus et au-delà de l'appel du devoir, qui ne justifient pas l'attribution de la croix de chevalier de la croix de fer et ne donne pas lieu à une attribution de la croix allemande en or, pouvait entraîner la remise du fermoir d'honneur[2].
- Un record appréciation particulière[pas clair] du commandant suprême de la Heer pouvait aboutir à ce prix[2].
- L'inscription dans le tableau d'honneur de l'armée allemande (la Wehrmachtbericht, un peu analogue à être cité à l'ordre) pouvait aboutir à ce prix[2].

Il n'y avait pas de qualifications spécifiques pour gagner cette récompense, sa recommandation était à la discrétion du haut commandement allemand. Il a toutefois été attribué avec beaucoup de parcimonie, et a donc conservé un haut niveau de prestige et d'honneur.
L'attribution de l'Agrafe de la liste d'honneur de l'armée a eu lieu en trois étapes :
1. Désignation des bénéficiaires dans le tableau d'honneur de l'armée allemande (Nennung im Ehrenblatt des deutschen Heeres - c'est la date dans la liste),
2. Remise du fermoir d'honneur de l'Armée (Verleihung der Ehrenblattspange des Heeres),
3. Réception par le destinataire du fermoir d'honneur de l'Armée (Überreichung der Ehrenblattspange des Heeres)[2].

La Waffen-SS ne fait pas nominalement partie de l'armée allemande, mais ses membres étaient néanmoins admissibles dans les mêmes conditions que ceux de l'armée.

## Ehrenblatt des Heeres

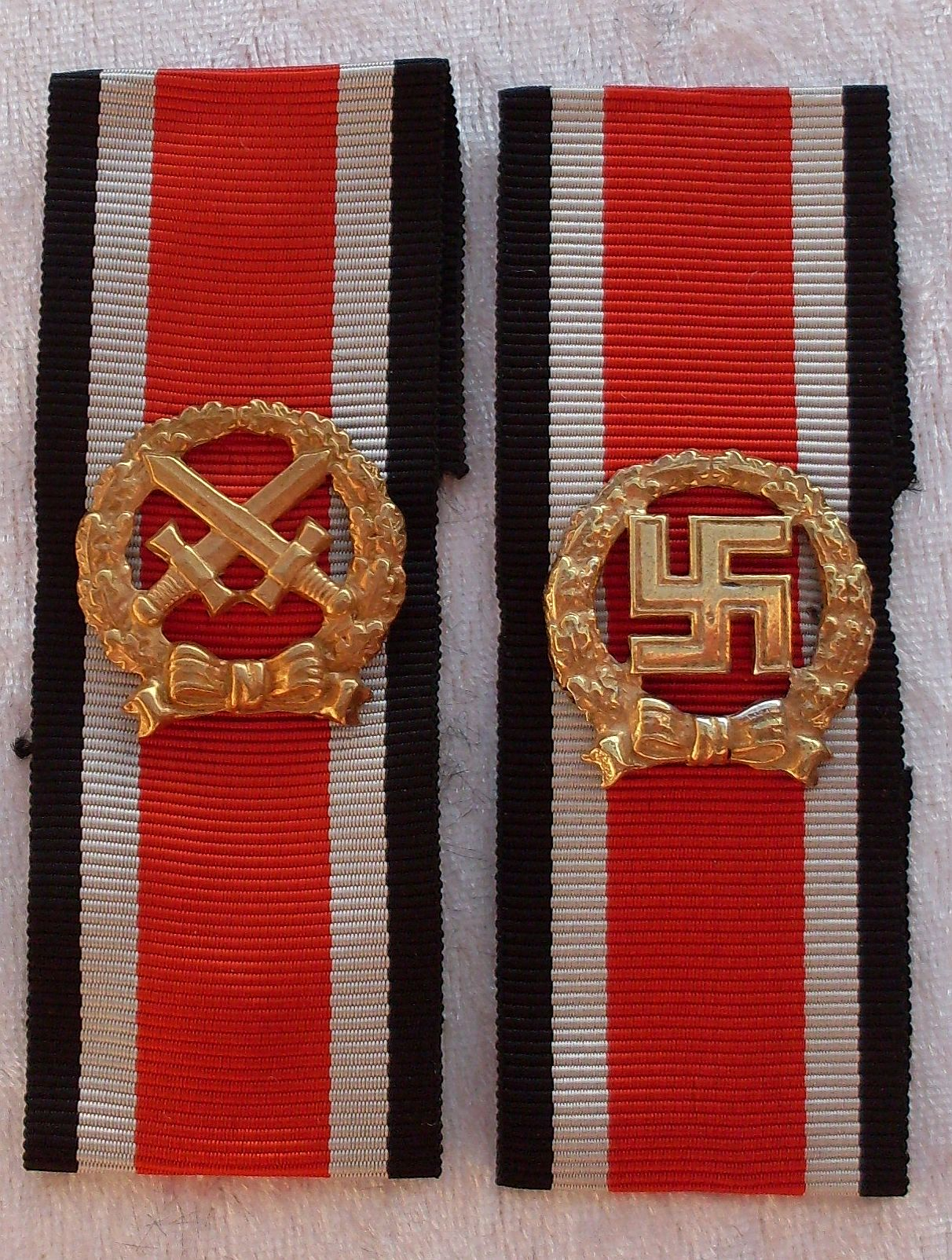
Agrafe de la liste d'honneur de l'Armée (version 1957 à gauche, l'original à droite)

Déjà à partir de 22 juillet 1941, pour honorer les soldats de la Heer (armée de terre allemande) de la Wehrmacht et les soldats de la Waffen-SS, une « liste d'honneur de l'armée allemande » fut créée afin de récompenser les récipiendaires de la croix de fer, première classe, toujours pour bravoure extraordinaire personnelle, mais sans les exigences strictes pour l'attribution de la croix de chevalier de la croix de fer.
Le 30 janvier 1944 par ordre du commandant de l'Armée Adolf Hitler lui-même, il a été créé un insigne : l'Agrafe de la liste d'honneur afin de permettre d'avoir un signe distinctif externe des inscrits sur la liste d'honneur.
L'insigne doré affiche une croix gammée, qui est entourée par une guirlande de feuilles de chêne. Il y a eu environ 4547 attributions connues, dont 167 pour la Waffen-SS.
La dernière remise officielle s'est tenue le 15 février 1945. Des cérémonies plus confidentielles ont eu lieu en mars et avril 1945.

## Ehrenblatt der Luftwaffe

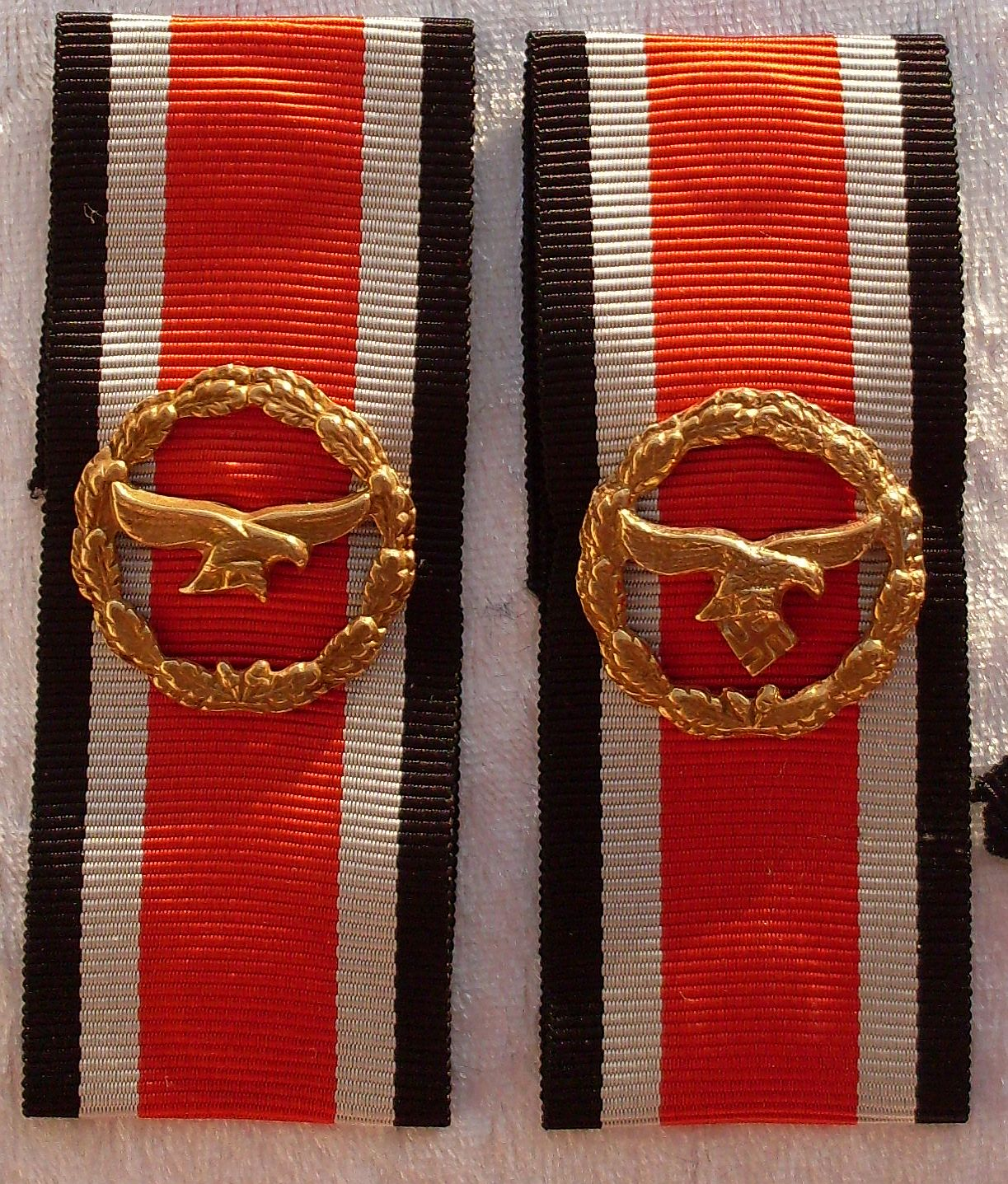
Agrafe de la liste d'honneur de l'Aviation (version 1957 à gauche, l'original à droite

L'Agrafe de la liste d'honneur de la Luftwaffe a été créé le 5 juillet 1944 par ordre du commandant de la Luftwaffe (Oberbefehlshaber) : le Reichsmarschall Hermann Goering donné et remis sur les mêmes principes que le fermoir des aviateurs de la Heer.
Le nom du futur bénéficiaire est intronisé au tableau d'honneur de la Luftwaffe allemande.
L'insigne doré montre, inscrit dans une couronne de feuilles de chêne, un aigle volant vers la droite et enserrant une croix gammée. Il y a eu environ 180 attributions connues.

## Ehrenblatt der Kriegsmarine

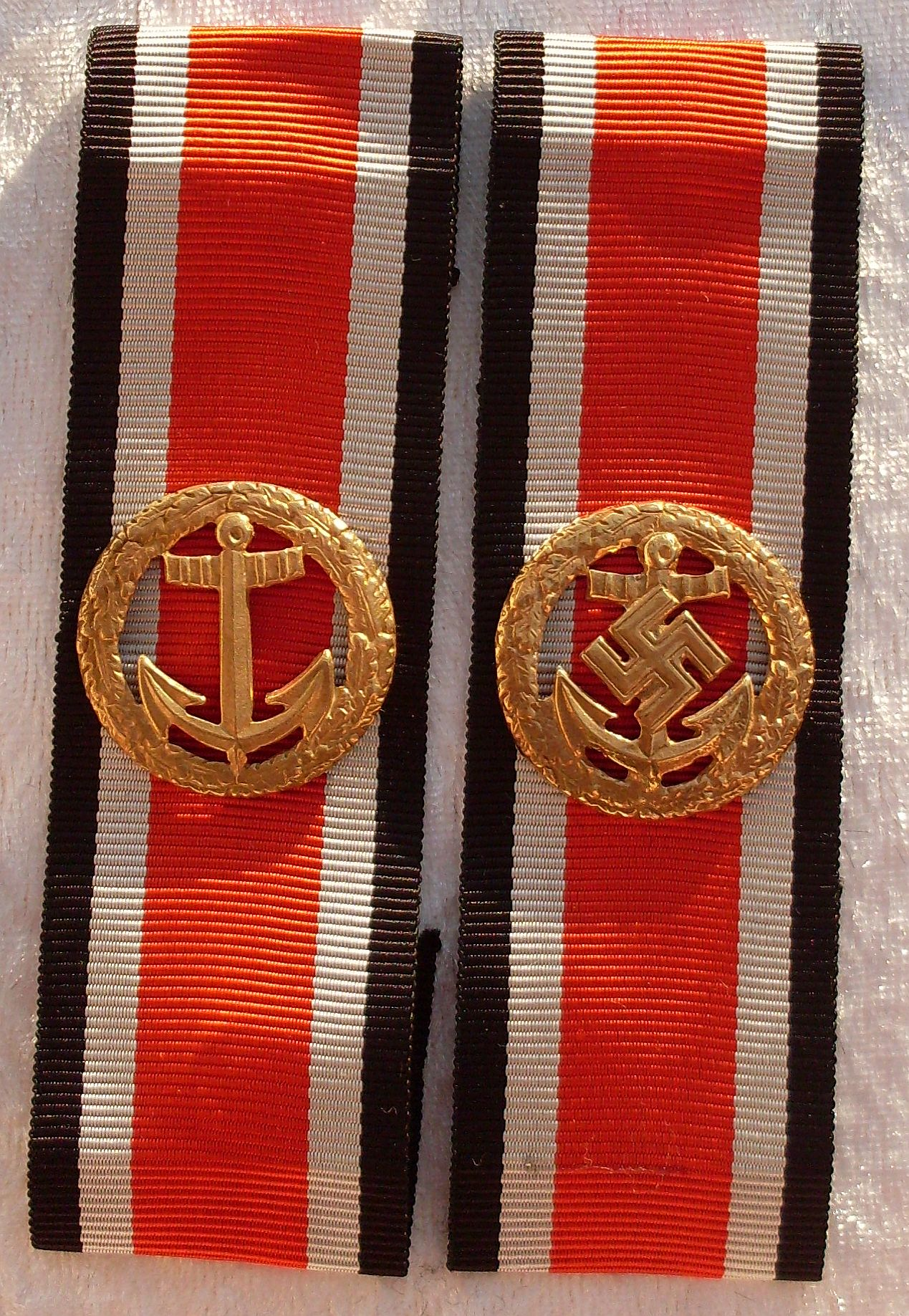
Agrafe de la liste d'honneur de la Marine (version 1957 à gauche, l'original à droite

L'Agrafe de la liste d'honneur de la Kriegsmarine a été créé le 15 juillet 1944 par décret par le commandant suprême (Oberbefehlshaber der Kriegsmarine) de la marine, le Großadmiral (Grand Amiral) Karl Dönitz, avec les critères décrits précédemment pour les membres de la Marine allemande.
Le nom du futur bénéficiaire est inclus dans le tableau d'honneur de la Marine allemande.
L'insigne doré montre, inscrite dans une couronne de feuilles de chêne, une ancre frappée d'une croix gammée. Il y a eu environ 29 attributions connues.

## Description
La décoration représente une couronne qui mesure 24,5 mm de diamètre.
Le revers a quatre broches de fixation pour permettre la sécurisation sur une bande de ruban de la croix de fer de seconde classe. Ce ruban est ensuite fixé par un trou sur le deuxième bouton de la tunique du destinataire.

## Port
Selon les règles du Commandement suprême de l'armée, il a été publié le 21 février 1944 dans les communications générales de l'Armée, que le fermoir d'honneur ne pouvait pas être porté sur la boucle de ceinture. En outre de l'Agrafe de la liste d'honneur, il a également indiqué qu'un récipiendaire de la croix de fer de seconde classe dans la version 1914 ne pouvait pas être doublé avec l’Agrafe de la croix de fer de seconde classe de 1939 en même temps sur la boutonnière.

## Après-guerre
Conformément à la loi de titres, ordres et médailles (Ordensgesetz) du 26 juillet 1957, le port de la distinction en République fédérale d'Allemagne a été autorisé mais sans les emblèmes nazis (aigle et swastika).

## Littérature
- (de) Heinrich Doehle: Die Auszeichnungen des Grossdeutschen Reichs. Orden, Ehrenzeichen, Abzeichen. 5. Auflage, Lizenzausgabe. Patzwall, Norderstedt 2000,  (ISBN 3-931533-43-3).
- (de) Hans-Ulrich Krantz: Orden und Ehrenzeichen der Bundesrepublik Deutschland. Maximilian, Köln 1958.
- (de) Wolf van Helden: Tapferkeitsauszeichnungen in der 260. Infanterie-Division 1939–1944. Selbstverlag, Stuttgart 1985.
- (de) Kurt-Gerhard Klietmann: Auszeichnungen des Deutschen Reiches. 1936–1945. Motorbuch, Stuttgart 2004,  (ISBN 3-87943-689-4).
- (de) Reichsgesetzblatt 1944, Teil I, S.127 (2 juin 1944), Verordnung über die Einführung der Ehrenblatt-Spange.